# Lega antisemitica di Francia

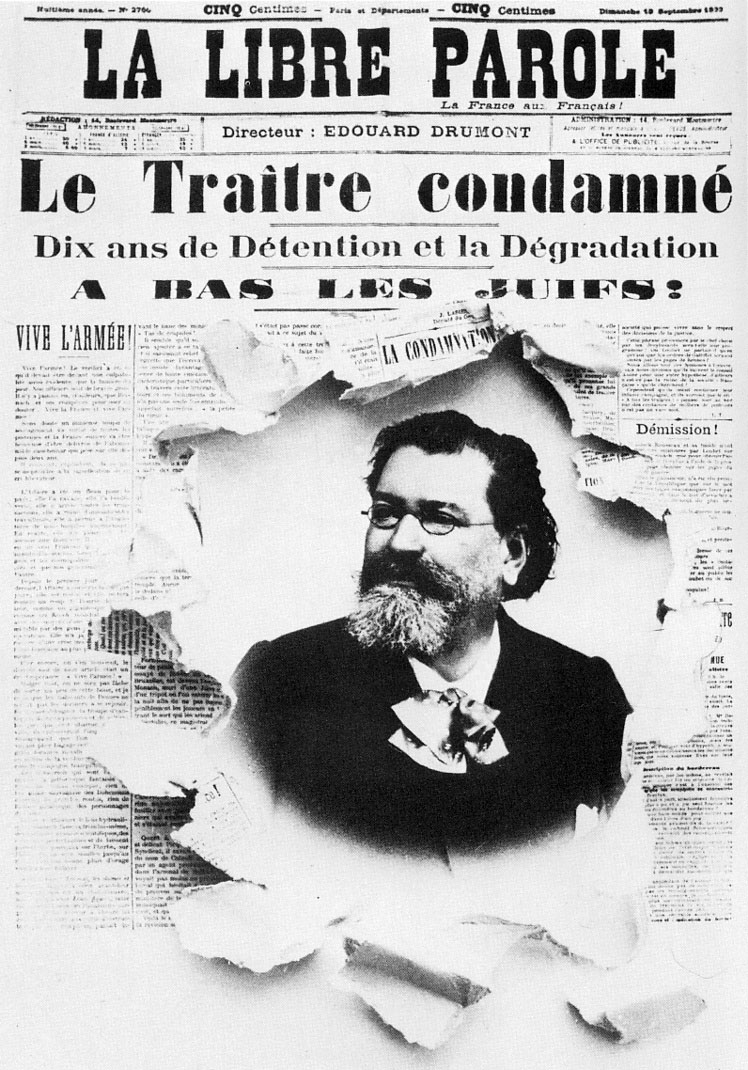
Drumont e il suo giornale La Libre Parole, nel 1899

La Lega antisemitica di Francia (Ligue antisémitique de France) è stata fondata nel 1889 dal giornalista Édouard Drumont. Prima conosciuta col nome di Ligue nationale antisémitique de France (Lega nazionale antisemitica di Francia) o Ligue antisémite française (Lega antisemitica francese), questa lega nazionalista è stata particolarmente attiva durante l'Affare Dreyfus.
Oltre che antisemita, la Lega era anche antimassoneria e anticomunista. Aveva come delegato generale Jacques de Biez. Jules Guérin era un membro attivo della stessa. La sede della Lega era situata in rue Lepic a Parigi.
La sua fondazione nel 1889 è stato ispirata dal successo del pamphlet antisemita di Drumontt La France juive (1886), e anche dalla crisi boulangista. È stata supportata da giornali come La Libre Parole di Drumont; il settimanale francese di Jules Guérin L'Antijuif (Parigi, 1896-1902); il quotidiano La Cocarde (1888-1907) fondato da Georges de Labruyère e uscito nel settembre 1894 - marzo 1895 a cura di Maurice Barrès; L'Intransigeant di Henri Rochefort; e il quotidiano cattolico La Croix.
Accanto alla propaganda, la Lega ha organizzato manifestazioni antisemite e provocò alcune sommosse, un metodo più tardi generalizzato e adottato da parte delle leghe di estrema destra in Francia. Ha denunciato lo scandalo di Panama, ha preso posizione contro Alfred Dreyfus e diffuso teorie del complotto riguardanti presunte attività della massoneria nella Terza Repubblica.
Dopo un disaccordo tra Drumont e Guérin nel 1899, la Lega è diventata, sotto la direzione dil Guérin, il Gran Occident de France, ancora antisemita ma ancor più anti-massonica; il nome stesso è una reazione contro la loggia massonica Grand Orient de France. È stata in seguito essenzialmente legata al giornale di Guérin, L'Antijuif. La Lega è progressivamente scomparsa dopo l'affare "Fort Chabrol" e l'arresto di Guérin. Dopo un picco iniziale durante l'affare Dreyfus, leghe di estrema destra sono apparse di nuovo durante il periodo tra le due guerre.